# Watts Towers
Die Watts Towers sind ein Beispiel skurriler Architektur in Los Angeles im US-amerikanischen Bundesstaat Kalifornien.

## Geschichte

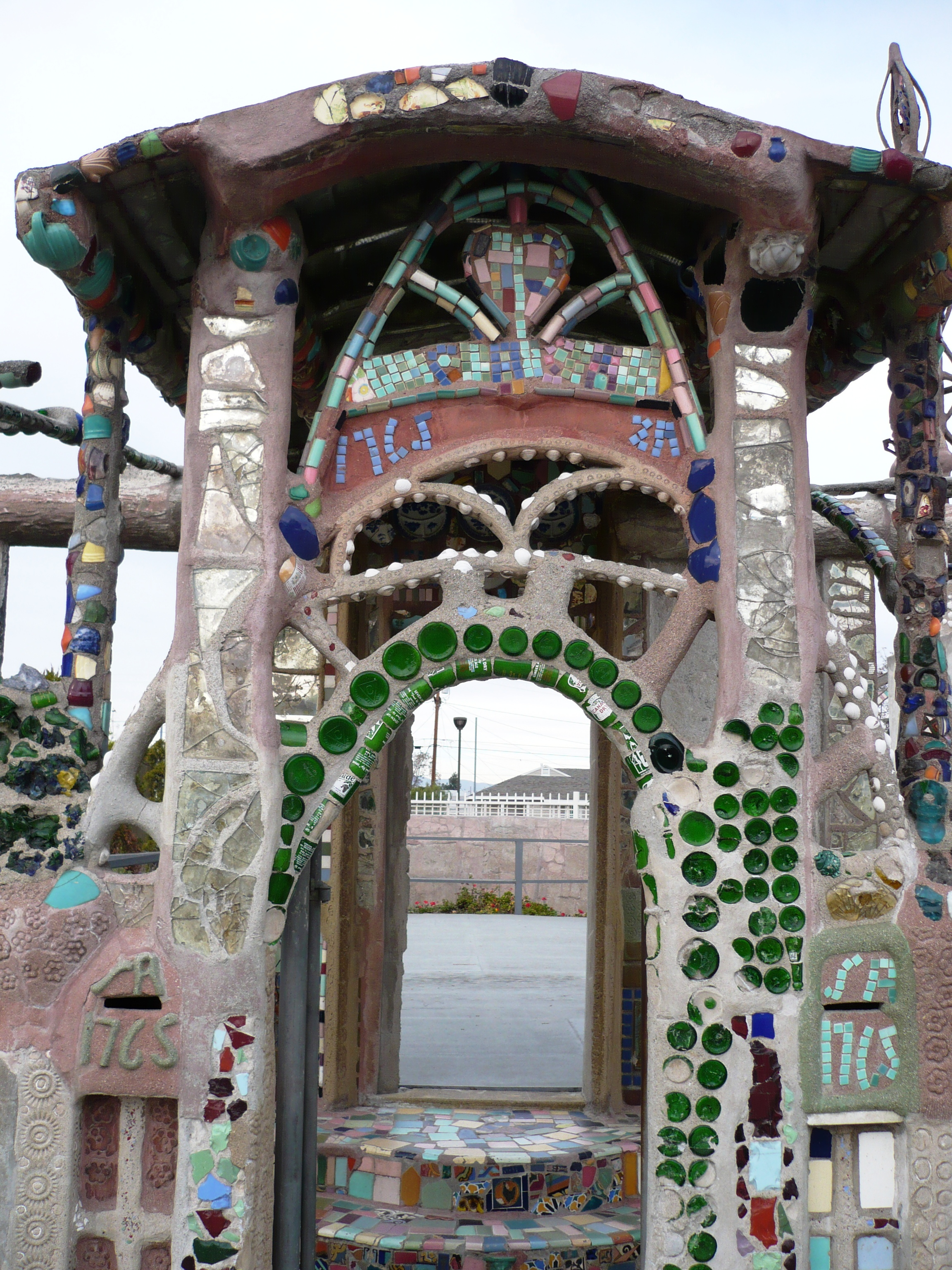
An der Eingangspforte sind alte Glasflaschen und altes Porzellan verarbeitet worden. Oben Schriftzug CASA und mehrmals Initialen und Grundstücksnummer in verschiedenen Techniken realisiert.

Die Watts Towers wurden von dem italienischen Einwanderer Sabato „Simon“ Rodia (1879–1965) in seiner Freizeit im namensgebenden Stadtteil Watts errichtet. Er arbeitete 33 Jahre daran, von 1921 bis 1954. Die Türme bestehen aus einer Ansammlung von 17 Strukturen aus Schrott, Müll und Beton und sind am höchsten Punkt 30 Meter (99 Fuß) hoch. Die Konstruktionen wurden mit Plastiken, Majolika und Kleinmosaiken im Stile des spanischen Architekten Antoni Gaudí verziert.
An vielen Stellen hat Rodia seine Initialen SR und die Grundstücksnummer 1765 mit Mosaiksteinchen in Mörtel verewigt.
Über einem Durchgang drückte er das Jahr der Grundsteinlegung 1921 mit Zahlenstempeln in den Zement.
In der ihm eigenen Vereinfachung von Buchstaben bildete er an weiteren Stellen Worte in der Oberfläche, wie z. B. „CASA“ in einer Mosaiksteinchen-Bordüre über einem weiteren Durchgang. Er bediente sich bei den Verzierungen auch der Stempeltechnik, der Kratztechnik oder der Auftragstechnik um Reliefs herzustellen, teilweise kombiniert mit kontrastierenden Mörtelfarben.
1954 beendete Rodia die Arbeiten unfreiwillig. Bis dahin hatte er ohne Maschinen und ohne Gerüste an den Türmen gearbeitet.
Er erlitt in dem Jahr einen leichten Schlaganfall. Nachdem er sich erholt hatte, fiel er aus geringer Höhe von einem der Türme. Weitere Gründe waren die Kämpfe mit der Stadt Los Angeles um Genehmigungen, sein Alter, sein Singleleben und Vandalismus.
Im Jahr darauf gab Rodia, dessen dritte Ehe während der Bauzeit gescheitert war, das Gelände mit dem selbst erbauten Wohnhaus und dem Garten mit all der Kunst ab und zog nach Martinez, nordöstlich von San Francisco, wo eine Schwester von ihm wohnte.
Eigentümer war damit sein Nachbar.
1956 kaufte ein Investor das Land, um es sich selber zu überlassen. Am Ende des Jahres brannte das Wohnhaus ab. Nach einer Bitte, den Garten mit der Kunst zu erhalten, kauften der Filmemacher William Cartwright (1920–2013) und der Schauspieler Nicholas King (1933–2012) das Grundstück für den sechsfachen Preis und richteten ein Komitee zum Schutz des Bauwerkes ein. In den 1960ern entstanden in unmittelbarer Nähe die Youth Arts Classes aus denen der Kampus Watts Towers Art Center und das Charles Mingus Youth Arts Center hervorgingen. 1965 starb Rodia in Martinez. Später wurde der Kampus durch den Simon Rodia State Historic Park mit den Türmen verbunden und am nordöstlichen Zaun bis zum Santa Ana Blvd N durch ein halbkreisförmiges Veranstaltungsgelände ähnlich einem Amphitheater ergänzt.
Am 13. April 1977 wurden die Watts Towers of Simon Rodia als Baudenkmal in das National Register of Historic Places eingetragen. Im Dezember 1990 erhielten sie den Status einer National Historic Landmark zuerkannt.
Die Watts Towers sind außerdem aufgenommen worden als California Historical Landmark (Nr. 993) und als Los Angeles Historic-Cultural Monument (LAHCM) (Nr. 15).
Beim Northridge-Erdbeben im Jahr 1994 litten die Türme nur wenig und es rüttelten sich nur einige Teile los.
Sie wurden bis 2001 repariert.
Sein Werk wird inzwischen der Outsider Art (Art Brut) zugeordnet.
Inzwischen haben die Watts Towers den Rang eines Nationalparks und werden durch den Vertragspartner L.A. County Museum Of Arts vor dem Verfall bewahrt. Etwa alle zehn Jahre ist eine große Restaurierung mit einem Gerüst um die Türme notwendig.
2017 begann die Restaurierung im Vorfeld der 100-jährigen Grundsteinlegung der Türme. Von 2019 an waren die drei höchsten Türme zwei Jahre lang eingerüstet, um Risse im Mörtel zu füllen und die Stahlunterkonstruktion zu verstärken.
Allerdings konnten die Arbeiten erst im November 2022, ein Jahr nach dem Jubiläum, beendet und das Gelände für Besuchergruppen freigegeben werden.
Wie andere filigrane Kunst im öffentlichen Raum ist auch dieses architektonische Kleinod Vandalismus und Vermüllung ausgesetzt. Man zog einen massiven Zaun um das Grundstück, der mit zusätzlichen Stahldrahtmatten im unteren Bereich auch gegen heranwehenden Müll und Tiere gesichert wurde. Der Zugang zum Bauwerk ist nur noch im Rahmen von geführten Touren möglich.

## Kulturelles und Mediales
Die Türme sind Schauplatz des Showdowns des Thrillers Ricochet – Der Aufprall und des Blaxploitation-Horrorfilms Dr. Black, Mr. Hyde. Weiters kommen sie in den Filmen Colors – Farben der Gewalt, Menace II Society, Wilder Westen inclusive und La La Land sowie in den Simpsons-Episoden Angry Dad – The Movie und Die Chroniken von Equalia vor. Auch in den Computerspielen Grand Theft Auto: San Andreas und Grand Theft Auto V sind die Türme zu sehen.